# اندی فیلی
اندی فیلی (انگلیسی: Andy Feeley؛ زادهٔ ۳۰ سپتامبر ۱۹۶۱) بازیکن فوتبال اهل بریتانیا است.
از باشگاه‌هایی که در آن بازی کرده‌است می‌توان به باشگاه فوتبال چلسی، باشگاه فوتبال آترتون لامبورنوم راورز، باشگاه فوتبال بری، باشگاه فوتبال برنتفورد، باشگاه فوتبال نورتویچ ویکتوریا، باشگاه فوتبال هرفورد یونایتد، و باشگاه فوتبال لستر سیتی اشاره کرد.